# Houghton (Cumbria)
Houghton is een plaats in het Engelse graafschap Cumbria, gelegen 2,5 mijl (4 km) ten noordoosten van Carlisle. Het dorp valt onder de civil parish van Stanwix Rural.
Tot de 18e eeuw maakte het dorp deel uit van de manor van Houghton en Tarraby. Rond 1764 verkocht Lord of the Manor Sir William Dalston het aan de inwoners. Bij de census van 1851 telde de gelijknamige kerkelijke parochie 502 inwoners, waarvan 381 in het dorp zelf.